# Široký vrch (Javoří hory)
Široký vrch (německy Breiter Berg) je hora v hraničním hřebeni Javořích hor. Vrchol leží na hranici ČR a Polska a dosahuje nadmořské výšky 841 metrů. Hora je při pohledu z jihu od západu k východu nápadně protáhlá, odtud asi název. Nachází se východně od Ruprechtického Špičáku a západně od Javorového vrchu; česká strana katastrálně přísluší k Ruprechticům.

## Hydrologie
Hora náleží do povodí Odry. Vody odvádějí většinou přítoky Stěnavy, polské svahy pak odvodňují přítoky potoka Złota Woda, což je přítok řeky Bystrzyca.

## Vegetace
Hora je převážně zalesněná, jen místy najdeme menší paseky. Většinou se jedná o smrkové monokultury, méně se dochovaly lesy smíšené nebo listnaté. Potenciální přirozenou vegetací jsou na většině míst hory horské bučiny, tedy bučiny s výskytem určitého množství přirozeného smrku ztepilého.

## Ochrana přírody
Česká část hory leží v CHKO Broumovsko.